# Azet (Rapper)

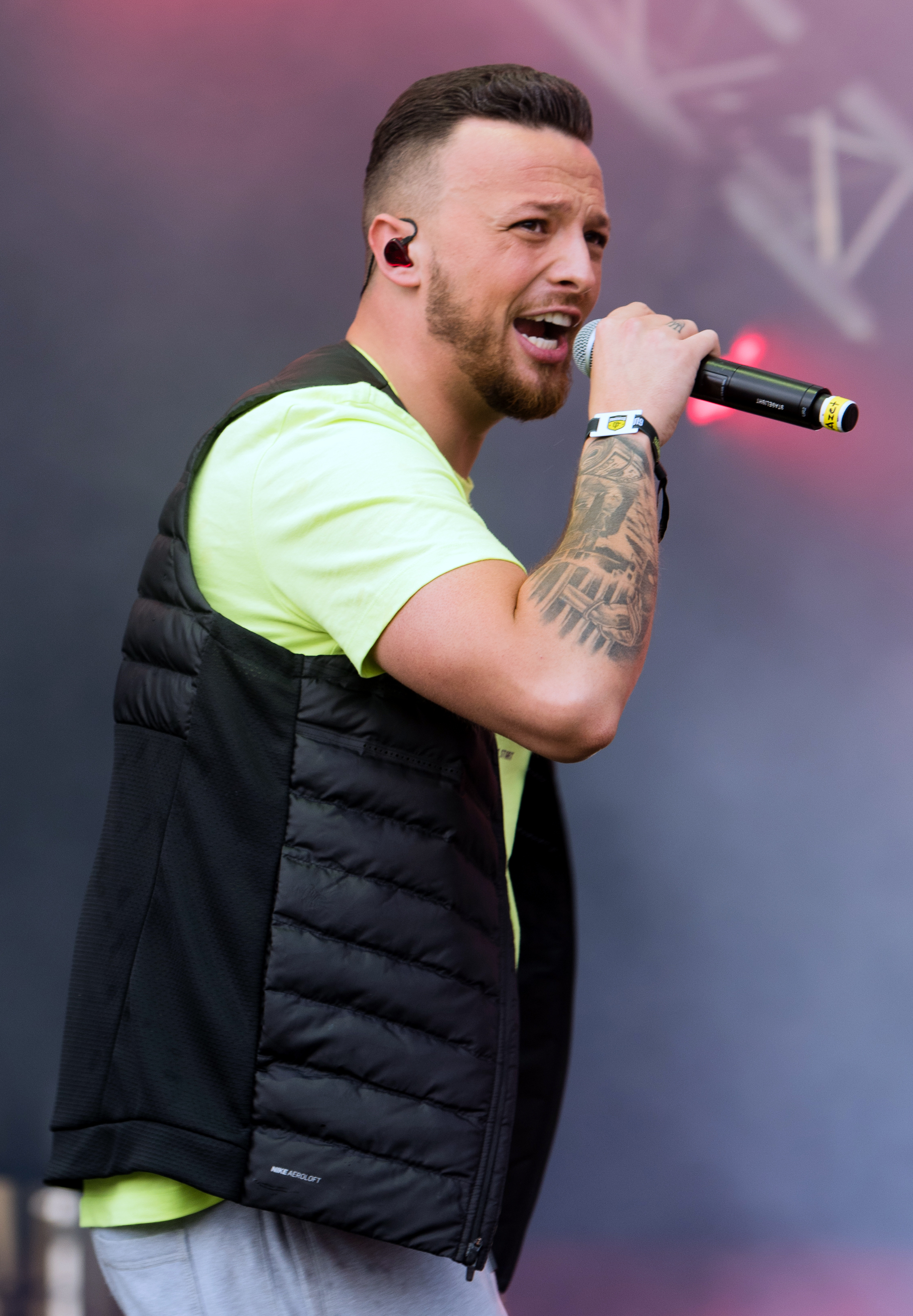
Azet live auf dem Openair Frauenfeld 2019

Azet (* 6. März 1993 in Tirana, Albanien; bürgerlich Granit Musa) ist ein deutscher Rapper kosovo-albanischer Herkunft. Er ist Gründungsmitglied der Dresdener Rap-Crew KMN Gang, zu der auch die Rapper Zuna und Albi zählen.

## Biografie
Azets Eltern, die aus Podujeva stammen, mussten aus dem Kosovo fliehen; wenig später kam Azet in Tirana in Albanien zur Welt. Sie kamen 1994 in den Dresdener Stadtteil Prohlis. In der Grundschule lernte er Nash kennen und gründete mit ihm und dem Rapper Insider 2010 die Rap-Crew KMN Gang. Dabei nannte sich Azet anfangs Azphalt. Nash nannte sich damals Achillez. Kurze Zeit später stieß Zuna ebenfalls zu der Crew. Der gelernte Restaurantfachmann Azet wurde im Oktober 2015 wegen Drogenhandel und Körperverletzung zu zwei Jahren und acht Monaten Haft verurteilt. Die Strafe trat er im November 2016 an.
Mit dem Lied Patte fließt erreichte Azet Ende Dezember 2016 erstmals die deutschen Singlecharts. Mit Nummer 1, eine Kollaboration zwischen Azet, Zuna und Noizy, wurde erstmals die Top-10 in Deutschland erreicht. Diese Single wurde vom Bundesverband Musikindustrie mit einer Goldenen Schallplatte ausgezeichnet und gilt als kommerzieller Durchbruch der KMN Crew. Im Dezember 2017 veröffentlichte Azet die Single Gjynah (albanisch für Traurig). Sein Debütalbum Fast Life erschien am 30. März 2018 und erreichte die Spitzenposition in den deutschen, österreichischen und Schweizer Albumcharts. Am 4. April 2018 wurde Azet aus dem Gefängnis entlassen, bereits vorher bekam er regelmäßig Freigang.
Am 8. März 2019 veröffentlichte er zusammen mit Zuna das Kollaboalbum Super Plus, am 18. September 2020 zusammen mit seinem jüngeren Bruder Albi die Fortsetzung seines Debütalbums, Fast Life 2.

## Diskografie
Studioalben

| Jahr | Titel Musiklabel   | Höchstplatzierung, Gesamtwochen, AuszeichnungChartplatzierungen (Jahr, Titel, Musiklabel, Platzierungen, Wochen, Auszeichnungen, Anmerkungen) | Höchstplatzierung, Gesamtwochen, AuszeichnungChartplatzierungen (Jahr, Titel, Musiklabel, Platzierungen, Wochen, Auszeichnungen, Anmerkungen) | Höchstplatzierung, Gesamtwochen, AuszeichnungChartplatzierungen (Jahr, Titel, Musiklabel, Platzierungen, Wochen, Auszeichnungen, Anmerkungen) | Anmerkungen                         |
| Jahr | Titel Musiklabel   | DE | AT | CH | Anmerkungen                         |
| ---- | ------------------ | --- | --- | --- | ----------------------------------- |
| 2018 | Fast Life KMN Gang | DE1 (15 Wo.)DE | AT1 (8 Wo.)AT | CH1 (10 Wo.)CH | Erstveröffentlichung: 30. März 2018 |
| 2021 | Neue Welt KMN Gang | DE1 (3 Wo.)DE | AT3 (3 Wo.)AT | CH1 (6 Wo.)CH | Erstveröffentlichung: 11. Juni 2021 |